# Genetikai betegség
A genetikai rendellenességet vagy genetikai betegséget egy vagy több gén abnormális kifejeződése okozza, mely klinikai fenotípusban jelenik meg. Egy genetikai defektusnak számos oka lehet:
- A gén funkcióját érintő mutáció.
- Kromoszóma rendellenesség, kromoszómaszám változás.
- Triplet sokszorozódás okozta kromoszóma törékenység, génkifejeződés növekedése miatti funkciónyerés.

A hibás géneket gyakran a szülőktől örököljük. Az ilyen kórképet öröklődő megbetegedésnek nevezzük. Ez megtörténhet akkor, ha a szülők hordozók, vagy ha a betegséget okozó gén domináns.
Napjainkban kb. 4000 genetikai betegséget ismerünk, de folyamatosan fedeznek fel újakat. Ezek többsége csak néhány embert érint egy populációban. A cisztikus fibrózis a leggyakoribb, incidenciája (előfordulási gyakorisága) 1:2000-hez, azonban a pontos adat a populáció jellegétől függ.

## Egygénes betegségek
Számos betegséget egy gén defektusa vagy egy fehérje hibája okozza. Ezeket monogénes rendellenességeknek nevezzük. A változás lehet észrevétlen, kevésbé káros (színvakság) vagy halálos (Tay-Sachs-szindróma). Azonban egyes betegségek előnyösek lehetnek hordozóik számára más kórok szempontjából (például a sarlósejtes anémia malária rezisztenciát okozó jellege). Néhány monogénes megbetegedés nemi kromoszómához kötött, mások autoszómálisak (testi kromoszómákon okoznak elváltozást).

### Monogénes betegségek öröklődése
Azokban az esetekben, amikor egy monogénes megbetegedés a következő generációba kerül, ez a következőképpen történhet (habár az imprinting és az uniparentális diszómia befolyásolhatja az öröklődési mintázatokat):
| Öröklődési mintázatok     | Magyarázat | Példák                                                     |
| ------------------------- | --- | ---------------------------------------------------------- |
| Autoszomális domináns     | Egy mutáns gén is elég a rendellenesség továbbörökítéséhez. Az érintett személynek legalább egyik szülője beteg. 50% a valószínűsége, hogy egy gyerek megkapja a betegséget. | Huntington-kór, neurofibromatózis 1                        |
| Autoszomális recesszív    | A gén két kópiája szükséges a rendellenesség megjelenéséhez. Egy érintett személynek akár mindkét szülője is egészséges lehet, azonban ez esetben mindketten hordozók kell legyenek. Két egészséges hordozónak 25% az esélye arra, hogy érintett gyermekük szülessen. | Cisztikus fibrózis, Sarlósejtes anémia, Tay-Sachs-betegség |
| X-hez kapcsolt domináns   | Az X-hez kapcsolt domináns öröklődésű betegségeket az X-kromoszómán bekövetkezett mutációk okozzák. Kevés ilyen öröklődési mintázatot találunk. A nők érintettebbek, ezért egy beteg nőnek 50% az esélye arra, hogy érintett lánya vagy fia születik; míg egy beteg férfi minden lánya beteg lesz, de fiai nem kapják meg a hibát.                                        | X-hez kapcsolt hipofoszfatémia                             |
| X-hez kapcsolt recesszív  | Az X-hez kapcsolt recesszív öröklődésű betegségeket az X-kromoszómán bekövetkezett mutációk okozzák. A férfiak érintettebbek, ezért beteg férfi lánya hordozó lesz, de fia nem kaphatja meg apjától a defektust. Hordozó nőnek 50% az esélye arra, hogy fia beteg lesz, és 50% arra, hogy lánya is hordozó lesz. Beteg nőnek minden fia beteg, minden lánya hordozó lesz. | hemofília A, Duchenne-féle izomdisztrófia                  |
| Mitokondriális betegségek | A mitokondriumok öröklődése maternális, azaz csak a petesejt mitokondriumai kerülnek az embrióba, így csak a nők adnak át mitokondriális jellegeket az utódoknak. | Leber-féle öröklődő optikai neuropátia (LHON)              |

## Multifaktoriális és poligénes betegségek
Az ilyen jellegű genetikai megbetegedéseket génkomplexumok és a környezeti hatások együttesen befolyásolják. Jó példa a szív- és érrendszeri betegségek, illetve a cukorbetegség. Habár ezen génkomplexumok mutatnak hasonlóságokat családokon belül, a környezeti hatások jelentősége miatt a multifaktoriális megbetegedéseknél nem figyelhető meg jellemző öröklődési mintázat. Ezért nehéz egy személy lehetséges érintettségét meghatározni. Ez a feladat a populációgenetikára is hárul.
Példák poligénes emberi betegségekre:
- Asztma
- Cukorbetegség
- Epilepszia
- Hipertónia
- Mániás depresszió
- Skizofrénia
- Szájpadhasadék
- Veleszületett szívfejlődési rendellenességek
- velőcső defektusok (például spina bifida)

## Kromoszómális rendellenességek
Egy kromoszóma egészének vagy részének hibája növekedési, fejlődési és funkcionális rendellenességeket okozhat. Ezeket a kromoszómán lévő gének hibája, és ezáltal a termelt hibás fehérjék okozzák. A kromoszómák számának megváltozásával járó kórképeket nevezzük kromoszomális rendellenességeknek.
Ezek általában nem megfelelő kromoszómaszámmal járnak, amit aneuploidiának nevezünk. Ez nem öröklődik, hanem véletlenszerűen megjelenik egy generációban, a sejtosztódás egy hibájaként, el nem vált kromoszómaként (nondiszjunkció). Ha egy sejt az osztódás során elveszíti egyik kromoszómáját, akkor monoszómiáról, ha kap egyet akkor triszómiáról beszélünk.
Kromoszóma rendellenességek nemcsak a számbeli, hanem strukturális változások miatt is bekövetkezhetnek. Ilyen például egy kromoszóma részlet beékelődése, vagy éppen kivágódása. Azonban az ilyen változások körül nem mindegyik okoz fenotípusban megjelenő különbséget.
A legtöbb kromoszómális rendellenesség nem adódik át a következő generációnak.

## A genetikai betegségek kutatása
E feladat leginkább a populációgenetikára hárul, de legalábbis a populációs genetika elvein alapszik.

## Orvosi diagnózis, kezelés, tanácsadás
A genetikai betegségeket általában genetikusok diagnosztizálják és kezelik. A humángenetikusok látják el tanácsokkal az érdeklődő, esetlegesen családi érintettséggel rendelkező gyermeket vállalni akaró párokat.

## Lásd még
- Genetikai betegségek listája
- Genetikai betegségekkel együttjáró számolási zavarok
- Genetika
- Gén
- Jelentős gének listája